# La Zizanie
La Zizanie è un film del 1978 diretto da Claude Zidi.
La pellicola, di produzione francese ha come protagonisti Louis de Funès e Annie Girardot.
La Zizanie (trad. ital. La zizzania) è stato distribuito in altre nazioni coi seguenti titoli: O Teimoso (Brasile); La cizaña (Colombia); Ørerne i maskinen (Danimarca); Votad al señor alcalde (Spagna); To zizanio (Grecia); Marakodók (Ungheria); De Vrek (Paesi Bassi); Panowie, dbajcie o zony (Polonia); O Incorrigível Teimoso (Portogallo); Den stora fabriken (Svezia); Çilgin hayat (Turchia); Der Querkopf (Germania); The Spat (USA).

## Trama
Due coniugi entrano rapidamente in conflitto per futili motivi, fino a quando Bernadette arriva a sfidare il marito Guillaume alle elezioni municipali.
Infatti il marito è il sindaco di una piccola città di provincia e proprietario di una fabbrica che produce dispositivi antinquinamento, ma vicina al fallimento per mancanza di smercio. Quando questi riceve però un ordine dal Giappone per 3000 delle sue macchine mangiafumo, non gli par vero e, per far fronte alla produzione, è costretto a estendere la fabbrica prima in casa sua, poi nel suo giardino e poi nella serra della moglie. Questo di certo non piace a quest'ultima, che è un'ecologista e, spinta all'esaurimento nervoso a causa del rumore dei macchinari, lascia Guillaume e si candida contro di lui nella nuova elezione di sindaco.

## Produzione

Giradot e de Funès in maschera

Il film ha raggiunto 2 790 000 spettatori in prima uscita nelle sale francesi, grazie anche all'accoppiamento delle due grandi star del cinema comico negli anni 1970: Annie Girardot e Louis de Funès. Prima del rilascio del film, l'attore e regista Jean-Pierre Mocky denuncia in tribunale la produzione, affermando che la commedia è un plagio, dato che aveva precedentemente proposto a Louis de Funès un progetto chiamato Le Boucan la cui sceneggiature somiglia a quella de La Zizanie. Jean-Pierre Mocky vince la causa ed è indennizzato con 250 000 FF, ma perde il sostegno della professione, dato che l'industria cinematografica francese non accettata che si vada in tribunale per materie di spettacolo..
Nel film, per andare in incognito ad una festa, Guillaume (Louis de Funès) indossa una maschera di Louis de Funès. Poi partecipa ad un concorso di imitazione del sindaco (se stesso).
La campagna elettorale comunale rappresentata nel film (uscito il 22 marzo 1978, tre giorni dopo il secondo turno delle elezioni legislative) richiama il contesto politico del tempo:
- la disoccupazione, il cui tasso passa dal 3% nel 1975 al 5% nel 1979;
- l'impiego delle donne: Guillaume dichiara di "non aver nulla da dire". Le donne elette al Parlamento saranno il 4,3% nel 1978;
- l'ambiente: l'ecologia fa il suo primo ingresso nella politica francese negli anni 1970. Nel film, Bernadette presenta una lista per la "protezione della natura" (derisa da suo marito) e, infine, vince le elezioni.[6]

## Critica
La Zizanie, sebbene non abbastanza apprezzata da critica e botteghino, è una delle migliori delle ultime commedie di Louis de Funès e vede l'improbabile abbinamento del grande attore comico con Annie Girardot. Meglio conosciuta come seria attrice di thriller e drammi, Girardot appare anche in una serie di commedie, ma La Zizanie è probabilmente la sua più memorabile escursione comica. «L'abbinamento de Funès-Girardot funziona a meraviglia perché le loro forti personalità sono ben abbinate. Quando, nel film, il personaggio di Girardot afferma di esser stata sposata al personaggio di de Funès per oltre 20 anni, la cosa suona vera».
La maggior parte del valore di intrattenimento di questo film deriva dall'inverosimile situazione dell'unione di una femminista-ambientalista dalla forte volontà con un gretto imprenditore senza scrupoli (il tipo di ruolo che de Funès interpreta meglio di tutti). Per caso o volutamente, la bagarre tra marito e moglie offre un'ottima parodia del conflitto nella vita reale tra ambientalisti e industriali, che ebbe inizio a metà degli anni 1970 ed è diventata sempre più scalpitante da allora. Nel presentare questioni ecoambientali in modo così pesante (anche se con un'ironia saldamente impostata), La Zizanie è stato un film che ha precorso i tempi.
Il film beneficia anche di un'altra alleanza di successo - quello tra de Funès e il regista Claude Zidi. Entrambi hanno un geniale talento per la commedia e, dopo la loro collaborazione nel film precedente (L'ala o la coscia?, 1976), questa seconda collaborazione riesce molto bene. Tra le situazioni comiche difficili dimenticare figurano: Louis de Funès che involontariamente distrugge un tavolo da biliardo mentre gioca una partita; Louis de Funès e Annie Girardot che vanno a letto in una camera tutta trasformata in un'officina di fabbrica (completa di torni, nastri trasportatori e attrezzature per la saldatura ad arco), e Annie Girardot che scopre il suo amato pesce carnivoro congelato a morte (e poi bollito). Il film a volte esagera la sua verve da sitcom, ma l'obiettivo è soltanto di far divertire.